# Kankoh-maru

Concepção artística do Kankoh-maru

O Kankoh-maru (観光丸, Kankōmaru) é um projeto para um sistema de lançamento reutilizável (foguete mais a espaçonave) de estágio único para órbita com decolagem e aterrissagem vertical.

## Detalhes
O conceito foi criado pela Japanese Rocket Society, em 1993.
O nome Kankō Maru é derivado do primeiro navio a vapor do Japão da era Edo.
O custo para o desenvolvimento deste projeto foi estimado em 2,67 trilhões de ienes (28 bilhões de dólares) em 1995.